# Mario Kart 7
Mario Kart 7  (マリオカート 7 Mario Kāto Sebun?) es un videojuego de carreras de karts desarrollado por Nintendo EAD en cooperación con Retro Studios y publicado por Nintendo para la Nintendo 3DS. En Mario Kart 7, el jugador controla a uno de los diecisiete personajes de la serie Mario, que participan en carreras en diversos circuitos temáticos de Mario usando objetos especiales para obstaculizar a los oponentes o obtener ventajas. En el modo individual, los jugadores pueden competir contra personajes controlados por la consola en 4 copas multicarrera con 32 circuitos (4 en cada copa) en tres niveles de dificultad (50cc, 100cc y 150cc). También pueden competir contrarreloj en el modo Contrarreloj.
Las novedades de Mario Kart 7 incluyen accesorios de ala delta para karts, la posibilidad de conducir bajo el agua, la posibilidad de conducir en primera persona y la posibilidad de personalizar completamente la configuración de los vehículos. Además, Mario Kart 7 es compatible con el modo multijugador local y en línea para hasta ocho jugadores.
El desarrollo de Mario Kart 7 comenzó a finales de 2010. El productor de videojuegos de Nintendo Hideki Konno, quien anteriormente produjo y dirigió Mario Kart 64 y Mario Kart DS, regresó como productor.
Mario Kart 7 ha sido bien recibido por la prensa especializada, con una puntuación media del 85 % en el sitio de recopilación de reseñas Metacritic. Los críticos apreciaron especialmente el multijugador y el diseño de las pistas, mientras que señalaron la falta de misiones y que el modo en línea no tenía grandes cambios respecto a Mario Kart DS. También es un éxito comercial: con 18,99 millones de unidades, es el videojuego más vendido de la consola.

## Universo

### Personajes
El título cuenta con un total de diecisiete personajes jugables, nueve de los cuales se desbloquean conforme el jugador gana competiciones. Desde el principio, están disponibles los siguientes corredores: Mario, Luigi, Peach, Yoshi, Bowser, Donkey Kong, Toad y Birdo. Los que se obtienen al vencer en determinadas copas en modo «150cc» son Daisy, Wario, Waluigi, Diddy Kong, Rosalina, Shy Guy, Bowser Jr., Dry Bones, y Toadette. Cada personaje tiene sus propias características y se le asigna una de las tres categorías de peso: ligero, medio o pesado.

### Circuitos
El jugador tiene acceso a un total de treinta y dos circuitos, de los cuales la mitad proceden de entregas anteriores de la saga. Se dividen en ocho copas de cuatro pistas cada una. Del mismo modo, tres de los seis escenarios del modo Batalla también son revisitados.
| Nuevos circuitos | Nuevos circuitos | Nuevos circuitos | Nuevos circuitos |                                                                         |
| Copa Champiñón | Copa Flor | Copa Estrella | Copa Especial |                                                                         |
| --- | --- | --- | --- | ----------------------------------------------------------------------- |
| Circuito Toad | Circuito Wuhu | Tuberías Planta Piraña | Jungla DK |                                                                         |
| Colinas Daisy | Circuito Mario | Galeón de Wario | Glaciar de Estela |                                                                         |
| Cabo Cheep Cheep | Circuito Musical | Ciudad Koopa | Castillo de Bowser |                                                                         |
| Bazar Shy Guy | Montaña Roqui- Raque | Montaña Wuhu | Senda Arco Iris |                                                                         |
| Circuitos retro{{Refn\|Las iniciales que preceden a los nombres de los circuitos y estadios hacen referencia a la consola del juego del que proceden originalmente: «SNES»: Super Mario Kart, «N64»: Mario Kart 64, «GBA»: Mario Kart: Super Circuit, «GCN»: [[Mario Kart: Double Dash | Circuitos retro{{Refn\|Las iniciales que preceden a los nombres de los circuitos y estadios hacen referencia a la consola del juego del que proceden originalmente: «SNES»: Super Mario Kart, «N64»: Mario Kart 64, «GBA»: Mario Kart: Super Circuit, «GCN»: [[Mario Kart: Double Dash | Circuitos retro{{Refn\|Las iniciales que preceden a los nombres de los circuitos y estadios hacen referencia a la consola del juego del que proceden originalmente: «SNES»: Super Mario Kart, «N64»: Mario Kart 64, «GBA»: Mario Kart: Super Circuit, «GCN»: [[Mario Kart: Double Dash | Circuitos retro{{Refn\|Las iniciales que preceden a los nombres de los circuitos y estadios hacen referencia a la consola del juego del que proceden originalmente: «SNES»: Super Mario Kart, «N64»: Mario Kart 64, «GBA»: Mario Kart: Super Circuit, «GCN»: [[Mario Kart: Double Dash | ]], «DS»: Mario Kart DS y «Wii»: Mario Kart Wii.\|group="lower-alpha"}} |
| Copa Caparazón | Copa Plátano | Copa Hoja | Copa Centella |                                                                         |
| N64 Pista Luigi | N64 Playa Koopa | N64 Desierto Kalamari | Wii Colina de Koopa |                                                                         |
| GBA Castillo de Bowser 1 | SNES Circuito Mario 2 | DS DK Alpino | GCN Jungla Dino Dino |                                                                         |
| Wii Barranco Champiñón | Wii Centro Cocotero | GCN Crucero Daisy | DS Fortaleza aérea |                                                                         |
| DS Mansión de Luigi | DS Pinball Waluigi | Wii Senda del Arce | SNES Senda Arco Iris |                                                                         |

Además, algunos de los circuitos introducidos en este juego han aparecido en títulos posteriores de la serie como «retrocircuitos»:
- En Mario Kart 8: Circuito Musical, Tuberías Planta Piraña y Jungla DK además de Ciudad Koopa como contenido adicional.
- En Mario Kart 8 Deluxe: Circuito Musical, Tuberías Planta Piraña, Ciudad Koopa y Jungla DK, así como Circuito Toad, Montaña Roqui- Raque, Glaciar de Estela y Senda Arco Iris como contenido adicional.
- En Mario Kart Tour: Circuito Toad, Colinas Daisy, Cabo Cheep Cheep, Bazar Shy Guy, Circuito Mario, Montaña Roqui- Raque, Tuberías Planta Piraña, Galeón de Wario, Ciudad Koopa, Glaciar de Estela, Castillo de Bowser y Senda Arco Iris.

### Objetos
Mario Kart 7 ofrece al usuario una gran cantidad de objetos con diferentes usos. Puede obtener uno al azar tras pasar por una de las cajas repartidas por los circuitos. Además de utilizar los recurrentes de la serie, como el «plátano» y el «caparazón verde», y de marcar el regreso de la «moneda» de Super Mario Kart, introduce tres nuevos objetos: la «ruleta del 7», que proporciona siete ítems que giran en torno del vehículo; la «flor de fuego», que permite al usuario lanzar bolas de fuego a la pista durante un tiempo limitado; y la «superhoja», que cuando hace aparecer una cola en la parte trasera del vehículo para atacar a los rivales o recoger monedas cercanas.

## Sistema de juego

### General

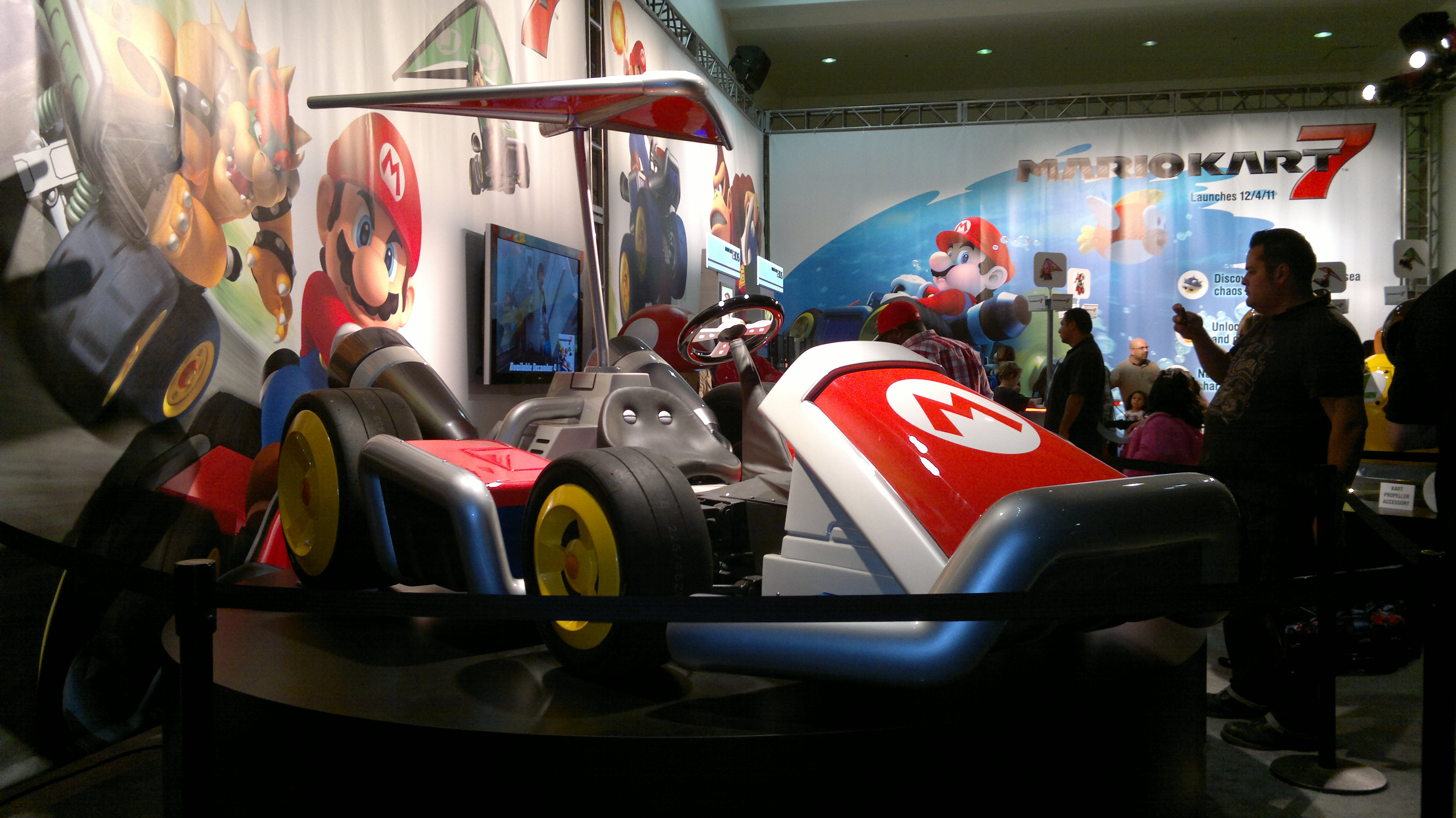
Maqueta de un kart de Mario Kart 7 en el Salón del Automóvil de Los Ángeles 2011, en Estados Unidos.

Mario Kart 7 es un videojuego de carreras en el que los jugadores participan en una competición de karts contra siete contendientes del universo Mario. Durante la carrera, la pantalla superior de la consola ofrece una vista del coche, su posición y el objeto que lleva, mientras que la inferior muestra la clasificación completa, el mapa, la vuelta actual y el número de monedas recogidas. También puede mostrar una vista aérea o una parcial de la misma, para mostrar el kart del usuario y los de sus oponentes, junto con los objetos que tienen, los obstáculos de la zona y las cajas. Es posible conducir utilizando el botón deslizante de la consola en una vista en tercera persona o bien emplear la función giroscópica en la perspectiva en primera persona.
Cada pistas tiene casillas con objetos que se pueden recoger al pasar por ellas, lo que proporciona uno elegido al azar. Algunos, como la cáscara de plátano y los caparazones, pueden utilizarse para atacar a los rivales y ralentizarlos, mientras que otros, como el champiñón turbo y el Bill Bala, aumentan temporalmente la velocidad del vehículo. También hay uno especial llamado «ruleta del 7», que otorga al mismo tiempo siete objetos diferentes —plátano, caparazón verde, caparazón rojo, bob-omb, estrella, Blooper y champiñón turbo—. Además de las carreras, existen dos tipos de batallas: el combate de globos y de monedas.
En este juego, los circuitos se dividen en ocho copas. La mitad presentan pistas originales desarrolladas específicamente para Nintendo 3DS. Las otras cuatro contienen una recopilación de versiones anteriores de la serie Mario Kart, revisitadas para este título. Cada torneo incluye cuatro circuitos, lo que suma un total de treinta y dos. La mayoría están ambientados en el universo Mario, pero dos de las pistas tienen lugar en la isla de Wuhu, que apareció en Wii Sports Resort. Dos copas están disponibles desde el principio y las otras seis hay que desbloquearlas. Las batallas tienen lugar en tres arenas nuevas y tres de entregas anteriores. Por último, Mario Kart 7 incluye un total de dieciséis personajes, además de los Miis. Ocho de ellos están disponibles desde el principio y los otros ocho, además de los Mii, se desbloquean conforme el jugador vence en «150cc» (el modo difícil) en las distintas copas.
Antes de comenzar una carrera, el usuario puede personalizar su kart seleccionando el chasis, las ruedas y el alerón. Estas opciones modifican cinco características que influyen en su rendimiento durante una competición: velocidad, aceleración, peso, manejo y capacidad todoterreno. Los valores se muestran mediante indicadores en la pantalla de personalización.
Como novedad, los circuitos contienen secciones subacuáticas y aéreas. En las subacuáticas, los vehículos disponen de una hélice en la parte trasera y la velocidad disminuye por efecto del agua. Por otra parte, cuando el conductor atraviesa un trampolín azul con flechas blancas, se despliega un ala delta que permite planear durante una distancia limitada.
Hay varias formas de aumentar la velocidad del kart. Además de utilizar objetos, los usuarios pueden derrapar en las curvas y realizar saltos sincronizados para ganar velocidad durante un breve instante. Asimismo puede recoger monedas esparcidas por los circuitos. Ayudan a aumentar la aceleración a largo plazo, con un máximo acumulable de diez, pero disminuyen cuando un adversario ataca al jugador. Las monedas también se pueden utilizar para desbloquear elementos para la personalización de los vehículos.

### Modos de juego
Mario Kart 7 puede jugarse en solitario o en multijugador, con hasta ocho jugadores para competir localmente o en línea. Hay cuatro modos: Grand Prix, Contrarreloj, Batalla de globos y Batalla de monedas. En Grand Prix se elige entre cuatro tipos: «normal», con un motor de 50, 100 o 150 cc, y 150 cc en modo «espejo». Estas clases determinan el nivel de dificultad de la carrera: cuanto más potente sea el motor, más rápido será el vehículo. La categoría «150cc espejo», que no está disponible desde el principio, presenta a los carros en pistas con un recorrido invertido. El modo Grand Prix permite enfrentar a siete oponentes controlados por la CPU y competir en las distintas copas. Al final de un circuito, se otorgan puntos a los competidores según su orden de llegada. Al final de una copa, se elabora una clasificación general para sumar los puntos obtenidos en las cuatro. A la puntuación se le asigna un índice.
El modo Contrarreloj permite establecer récords de tiempo en las distintas pistas. Estos registros temporales están representados por un vehículo fantasma que reproduce el recorrido exacto realizado por el usuario. En Batalla de globos, el objetivo es reventar y robar globos de los rivales utilizando los objetos disponibles. Gana el jugador o el equipo que explote más globos antes de que se agote el tiempo. En Batalla de monedas, el propósito es recoger las monedas esparcidas por la arena. Los competidores las pierden cuando son golpeados por un objeto. Gana el usuario o grupo que tenga más antes de que se acabe el tiempo, con un máximo de diez por conductor.

## Funciones en línea

### Multijugador en línea
En el modo multijugador en línea, los jugadores podían conectarse a Internet y elegir entre tres opciones: Mundo, Amigos/Adversarios y Comunidades. En Mundo se disputaban carreras o batallas contra personas de todo el planeta, y cada usuario comenzaba con mil puntos. Este crédito aumentaba o disminuía en función de los resultados obtenidos. Al elegir Amigos/Adversarios, era posible enfrentar a amigos registrados desde el menú de Nintendo 3DS, a rivales contra los que se hubiera competido recientemente en Mundo y a las personas con las que el jugador se cruzara vía StreetPass. Con la función Comunidades, se creaban grupos de usuarios para realizar enfrentamientos entre sí. El creador elegía los parámetros de la carrera, por ejemplo para jugar con un solo tipo de objeto. Se elaboraba una clasificación basada en los resultados de los miembros del grupo, que se restablecía al final de cada mes.

### Canal Mario Kart
El Canal Mario Kart permitía intercambiar datos con otros jugadores mediante los servicios StreetPass —intercambio entre usuarios próximos entre sí— y SpotPass —por medio de Internet—. A través de este canal, se consultaba la lista de los usuarios conocidos mediante StreetPass para poder jugar con ellos en línea. También permitía descargar fantasmas en pruebas contrarreloj para desafiarlos. Al jugador se le sugerían comunidades y podía modificar su perfil, incluido su Mii, vehículo, región y algunos elementos, como el giroscopio.

### Contrarreloj
Al activar SpotPass se descargaban automáticamente los fantasmas de jugadores de todo el mundo, a los que se podía enfrentar en el modo contrarreloj. Un gráfico permite comparar los récords con otros usuarios en función sus tiempos.

## Desarrollo y lanzamiento

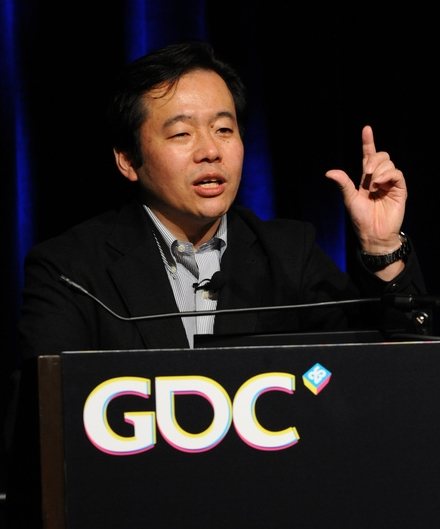
Hideki Konno es el productor del juego.

Mario Kart 7 fue desarrollado conjuntamente por el estudio japonés Nintendo EAD y el estadounidense Retro Studios, ambas filiales de Nintendo. Este es el primer juego de la serie Mario Kart producido por apartamentos de distintos países.
Nintendo EAD llevaba trabajando en el título desde principios de 2010, al mismo tiempo que en Nintendogs + Cats. Como estaba previsto que saliera primero, le dieron preferencia a este último, a la vez que dejaron solo a ocho personas a cargo de Mario Kart 7. Sin embargo, los programadores se dieron cuenta entonces de que no eran suficientes personas para llevar adelante el desarrollo. Por entonces Retro Studios, que participó en juegos como Metroid Prime, se encontraba en proceso de completar Donkey Kong Country Returns. Con el fin de acabar el título antes de la Navidad de 2011, Nintendo EAD decidió pedir ayuda al estudio americano. Retro Studios comenzó a laborar en el proyecto a partir de diciembre de 2010. Empezó recreando las dieciséis carreras de anteriores títulos de Mario Kart, para además añadirles secciones submarinas y aéreas. Esto permitió a sus trabajadores aprender los métodos de Nintendo EAD acerca de cómo diseñar un buen circuito.
Al añadir nuevas funciones, los desarrolladores se aseguraban de que las mecánicas fueran apropiadas para jugadores novatos, pero lo suficientemente profundas para que no resultaran aburridas tras jugar un tiempo. La idea de tener karts que pudieran volar y sumergirse en el agua llevaba rondando desde la creación de la entrega anterior, Mario Kart Wii. Este concepto se retomó al principio de la producción de Mario Kart 7. La integración de las monedas, que aparecieron en Super Mario Kart pero entraron en desuso posteriormente, también se produjo al comienzo del proceso.
Los karts personalizados son otra novedad, cuyo objetivo era añadir un componente más estratégico y mejorar la experiencia multijugador. Pensaron desde el principio en insertar comunidades, de modo que se pudiera competir contra otro usuario sin tener que intercambiar códigos de amigo. Para los programadores, se trata de un pequeño añadido que cambia considerablemente la mecánica.
Más tarde los desarrolladores añadieron el canal Mario Kart y las funciones Streetpass y Spotpass. El equipo también estaba planeando utilizar el giroscopio de la consola. Mientras realizaban las pruebas, se les ocurrió el concepto de cambiar la cámara a una vista en primera persona. Entonces se dieron cuenta de que el jugador no podía ver lo que ocurría cuando era atacado por un proyectil, por lo que, antes de recibir el golpe, decidieron que la vista cambiara a tercera persona.
En cuanto al uso de 3D estereoscópico, primero decidieron adaptar Mario Kart Wii a esta función de la Nintendo 3DS. Sus impresiones fueron buenas y estaban convencidos de que podían hacer un Mario Kart en 3D. Para conseguir este efecto, tenían que hacer dos imágenes para la pantalla a sesenta fotogramas por segundo, lo que suponía un reto a nivel técnico. Para trabajar con el nuevo hardware, hicieron varios intentos para poder conectar ocho consolas entre sí.
El juego se anunció en el E3 2010, bajo el nombre de Mario Kart, y se desvelaron las primeras imágenes. En el E3 2011, Nintendo avisó de que saldría a finales de año, y su título se reveló en julio de 2011. En una conferencia de Nintendo 3DS celebrada el 21 de octubre de 2011, la empresa facilitó información sobre las funciones multijugador.
Mario Kart 7 salió a la venta por primera vez en Japón el 1 de diciembre de 2011, y después en Europa el 2 de diciembre, en Australia el 3 de diciembre y en Norteamérica el 4 de diciembre. En mayo de 2012, se publicó una actualización que eliminaba unos atajos imprevistos en tres de las pistas. El título se lanzó en la Nintendo eShop el 4 de octubre de 2012 en Europa, el 18 de octubre en Norteamérica y el 1 de noviembre en Japón. En noviembre de 2012, se puso a la venta en un paquete que incluía una Nintendo 3DS XL. El 14 de diciembre de 2022, once años después de su estreno, se lanzó una segunda actualización, que lo mejoraba a la versión 1.2.0, con la finalidad de «arreglar la experiencia general».

### Banda sonora
Kenta Nagata y Satomi Terui fueron los encargados de componer la banda sonora. Para los circuitos antiguos, tomaron la música original y la mejoraron a la par que trataron de conservar su atmósfera. Kenta Nagata, que intentaba crear una banda sonora tan memorable como las de los juegos anteriores, se aseguraba de que el sonido del vehículo fuera audible en todo momento. Insertaba efectos de sonido bajo el agua y en el aire y también se encargaba de que, cuando un jugador se colocara en primer lugar, la música de fondo se volviera más rítmica —excepto en el modo 50cc—. Ocho actores de doblaje —cinco hombres y tres mujeres— prestaron sus voces a los protagonistas. El estadounidense Charles Martinet es quien más personajes dobla: Mario, Luigi, Wario y Metal Mario.

## Recepción

### Reseñas
En general, las críticas de Mario Kart 7 son positivas. Los sitios de recopilación de reseñas Metacritic y GameRankings señalaron una media de alrededor del 85 %, basada en 73 y 46 opiniones respectivamente.
La revista Famitsu, que apreció la implicación de la comunidad, le dio una puntuación de 37 sobre 40, afirmando que era accesible para todos los jugadores y que conseguía conservar la esencia de Mario Kart a pesar de los numerosos cambios. IGN lo calificó con un nueve sobre diez y le concedió la etiqueta «Editor's Choice». Para el sitio, el multijugador en línea es «un sueño hecho realidad», los nuevos circuitos son «memorables» y el regreso de las monedas es «triunfal». La revista Edge otorgó la misma calificación que IGN. Alabó la implementación «natural» y «elegante» del efecto 3D, y opinó que ofrecía la mejor experiencia de carreras desde Super Mario Kart, lanzado en 1992. GameSpot le dio una nota de ocho sobre diez; a su parecer, la experiencia de las competiciones era la mejor de la serie hasta ese momento. Tildó al diseño de la conducción de «excelente», pero adujo la falta de misiones como «una gran decepción» y señaló algunos problemas con el juego en línea. El equipo de Gamekult ofreció la misma puntuación que GameSpot. Le pareció que la fluidez era «impecable», que las nuevas pistas eran «particularmente interesantes» y que hacían un buen uso del 3D, sobre todo durante las secciones aéreas y submarinas. Por otro lado, se quejaba de que «la sensación de velocidad no es lo suficientemente fuerte» y de que la entrega asumiera pocos riesgos en cuanto a sus novedades. Jeuxvideo.com valoró al juego con un 17 sobre 20. Para esta página, la fórmula atrae tanto a usuarios experimentados como a principiantes, y revela todas sus cualidades en el modo multijugador. Sin embargo, consideró que el modo para un jugador es demasiado fácil y carece de ambición. Desde 1UP.com lo calificaron con un notable, destacando las pocas novedades y que el modo en línea no es muy diferente de Mario Kart DS. No obstante, reseñaron que la jugabilidad es más justa que en Mario Kart Wii, donde la aleatoriedad de los objetos influía demasiado, y que el uso de StreetPass y los fantasmas es «estupendo».

### Ventas
En Japón, Mario Kart 7 vendió 423 619 copias en sus cuatro primeros días. Llegó a convertirse en el juego más vendido de 2011 en ese país, con un total de 1 082 391 copias. En Estados Unidos, las unidades comercializadas superaron el millón el 3 de enero de 2012. A finales de febrero de 2012, había alcanzado las 1,45 millones. Se trata del segundo superventas de la consola tras Super Mario 3D Land. Las ventas en Estados Unidos superaron los dos millones en diciembre de 2012. En el Reino Unido alcanzó más de 250 000 copias adquiridas a finales de enero de 2012, y 200 000 unidades en Alemania en el mismo periodo. En Francia, llegó a los 360 000 ejemplares a mediados de junio de 2012.
Mario Kart 7 tuvo éxito comercial. En todo el mundo, vendió 4,54 millones de unidades hasta el 31 de diciembre de 2011, lo que supone el mejor resultado para un título de Nintendo 3DS después de los 5,03 millones de copias de Super Mario 3D Land. A 31 de marzo de 2012, seguía siendo el segundo más popular de la consola, con 5,24 millones. Un año después, había alcanzado los 8,08 millones. Continuaba siendo el segundo juego más vendido de Nintendo 3DS por detrás de Super Mario 3D Land, que superaba las 8,29 millones de copias. Llegó a las 11,42 millones de unidades en diciembre de 2014, convirtiéndose en el segundo más adquirido tras Pokémon X e Y, con 13,70 millones. En diciembre de 2017 se habían vendido 16,76 millones de copias, lo que lo convirtió en el juego más vendido del sistema; en abril de 2018, Nintendo anunció que la cifra aumentó a 17,04 millones. En total, ha vendido 18,99 millones de copias a fecha de 2024.

### Galardones
Mario Kart 7 ha recibido varios premios por parte de la prensa. La revista Edge lo votó como el mejor juego portátil de 2011. IGN lo nombró el «Mejor juego de carreras en 3DS» y «Mejor juego multijugador en 3DS» de 2011. También fue elegido como «título favorito de los lectores de Digital Spy de 2011».